# Gianfranco Zoppas
Gianfranco Zoppas (Conegliano, 1943) è un imprenditore e dirigente d'azienda italiano.

## Biografia
Nato a Conegliano, in provincia di Treviso, nel 1943, da nota famiglia di industriali, ha frequentato scuole di amministrazione aziendale in Svizzera, Stati Uniti e Regno Unito. In particolare ha consolidato la sua formazione manageriale all'International Institute for Management Development di Losanna. Nel 1971, succede al padre Luigi, morto l'anno precedente, nella conduzione dell'IRCA, fondata dal medesimo e specializzata nella produzione di componenti per l'industria elettromeccanica. Nel 1980, fonda la SIPA a Vittorio Veneto, una società di ingegneria che in seguito si specializza nella produzione di macchine specifiche per lavorare la plastica.
Nel 1983-84 è stato dapprima vicepresidente e poi presidente della Zanussi di Pordenone, e nel 1985-93, presidente della Zanussi Grandi Impianti, divisione dello stesso Gruppo friulano, che era passato sotto la proprietà della svedese Electrolux. In seguito torna ad occuparsi a tempo pieno delle sue due aziende, IRCA e SIPA, che avevano avviato una politica di internazionalizzazione e formato un gruppo denominato Zoppas Industries, di cui il medesimo Zoppas è presidente.
Nel 1999, la Fondazione CUOA gli ha conferito un master honoris causa.
Nel 2003, è entrato a far parte della giunta nazionale di Confindustria, su proposta dell'allora presidente Antonio D'Amato. Dal 2007 al 2014 è stato membro del consiglio di amministrazione di Veneto Banca, nonché uno degli azionisti. Fa parte del consiglio di amministrazione di Acqua Minerale San Benedetto, di cui è vicepresidente.
Zoppas è padre di due figli, Federico e Matteo, anch'essi imprenditori, avuti dall'ex moglie Antonia Zanussi, figlia dell'industriale Lino.